# Isoglossa glandulifera
Espèce
Isoglossa glandulifera Lindau est une espèce de plantes à fleurs de la famille des Acanthaceae et du genre Isoglossa, endémique de la ligne montagneuse du Cameroun.

## Description
C'est une herbe géante pouvant atteindre 3 m de hauteur.

## Distribution
Assez commune, elle est présente principalement au Cameroun (sept sites au Nord-Ouest et au Sud-Ouest), en Guinée équatoriale (cinq sites sur l'île de Bioko), également au Sud-Est du Nigeria (un site).